# 銀河鐵道物語

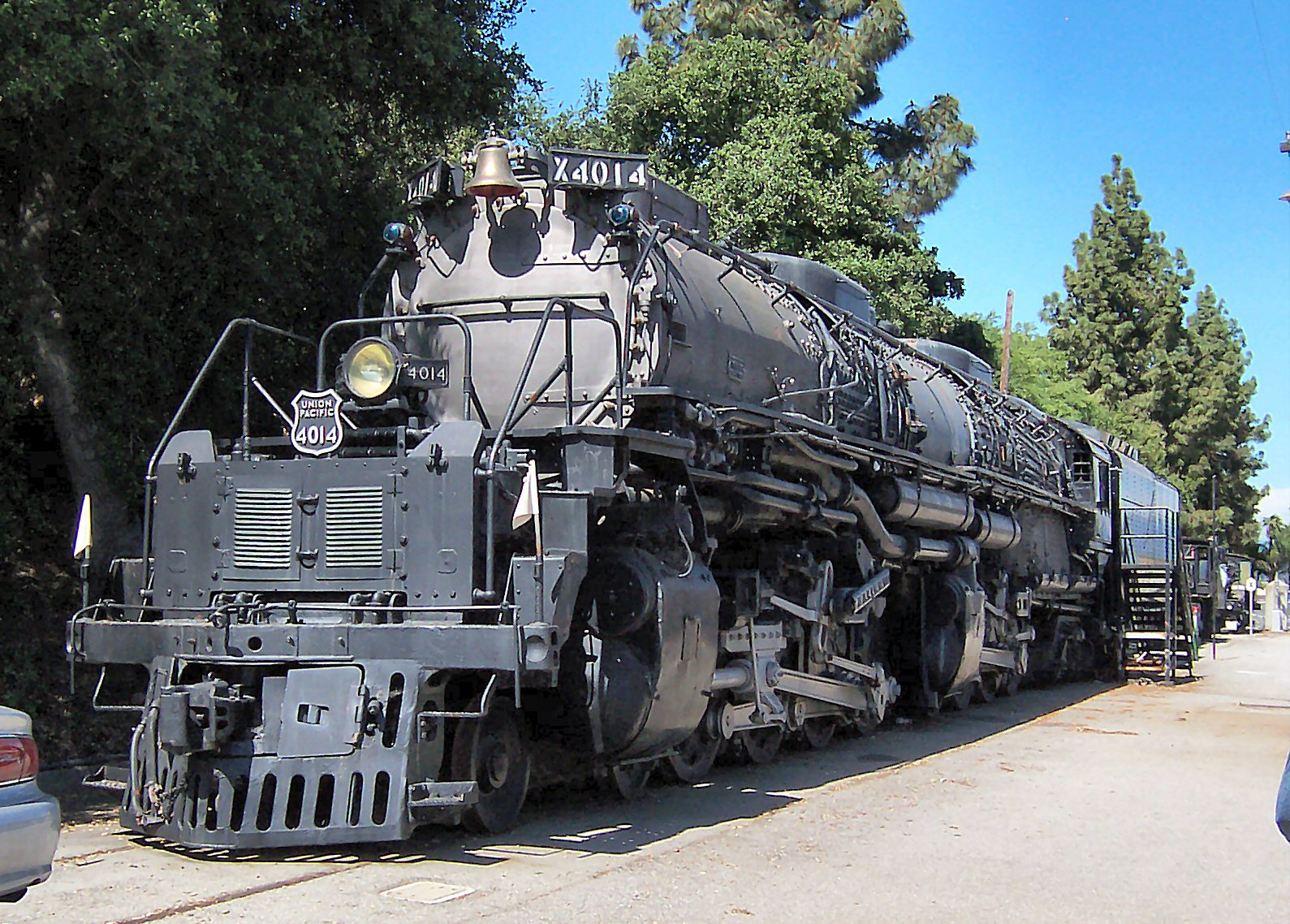
《銀河鐵道物語》中出現的BIG ONE列車所使用之車頭，是以美國聯合太平洋鐵路所使用的「大男孩」（Big Boy）蒸汽機車為藍本所創作。

《銀河鐵道物語》（日语：銀河鉄道物語）是一個為了紀念漫畫家松本零士創作生涯五十週年而推出的動畫系列，分為2部電視動畫與1部OVA。其中，第1部電視動畫是BS富士與富士電視台播放的動畫，而第2部電視動畫則是由中部日本放送製作。台灣方面在2005年5月26日下午於台灣電視公司頻道全台首播。

## 主要登場人物

### 天狼星小隊
本故事中身為中心點的小隊，為SDF組織象徵性的代表，專用車輛為001號『BIG ONE』。該車輛曾在某一回戰鬥中嚴重損傷，後來則以重新製造的『新BIG ONE』登場。
有紀學（聲：矢薙直樹／升望（小時候）；香港：陳卓智 (第一季）→ 劉奕希 （第二季））
本作品的男主角，泰比特星球出身。
從已經過世之身為SDF天狼星小隊隊長的父親涉與從SPG推薦上來的哥哥護的影響與耳濡目染下，想要去銀河鐵道的思念比誰都強烈。
路易·佛特·多雷克（Louis Fort Drake，聲：真田麻美；香港：陸惠玲 (第一季）→陳琴雲 （第二季））
本作品的女主角，與學為新人同期生。擔任天狼星小隊的通訊交換員。
頭腦清晰且運動萬能，為什麼都能做到的優等生類型。有著看似可憐的外表且對事情敏感的性格。
修瓦赫德·巴吉（Schwanhelt Bulge，聲：大塚明夫；香港：潘文柏（第一季）→ 招世亮 （第二季））
天狼星小隊的隊長。由於前任隊長也是學的父親涉殉職，所以成為後繼者。
擔任天狼星小隊隊長的資歷十年，有著冷靜的判斷力與優秀的頭腦、因為身為行動力優良與值得信賴的指揮官的關係，從小隊裡面到SDF多數隊員、上級官員等絕大多數對他相當信賴。
大衛·楊（David Young，聲：綠川光；香港：葉振聲）
擔任天狼星小隊的運行管理與機械員，可以調整心情與氣氛的隨興者，為天狼星小隊的氣氛製造員。
在進行BIG ONE的人工駕駛以閃避飛彈與從小行星中脫離出去時有著超一流的操縱技術，對於學來說是如同過去親哥哥一般的存在。
小雪（聲：鈴木菜穗子；香港：梁少霞 （第一季）→ 朱妙蘭 （第二季）、劉惠雲（代配））
於天狼星小隊所屬的醫療用高智慧機械人，擔任救護員與兼任接線生，由於是從某個人物的容貌與記憶為基礎製作出來，對於學和其他人有著不同的感情。
特徵是與梅德爾容貌相似的長及腰部的金髮與鳳眼，在與銀河鐵道999共同演出的OVA作品《被遺忘的星球/無盡星痕》曾被星野鐵郎給認錯。
奇立安·布萊克（Killian Black，聲：石田彰／木村遙（小時候）、李凱傑（香港））
幹部候補生的新人隊員，想要在天狼星小隊研習所以入隊。
有著優異的駭客與解析之相關能力的美男子，曾經發生過在訓練學校時代因為駭入了管理局本部的子電腦所以被勒令退學的事情、有著處事圓融但帶點輕浮的性格，時常會跟指導擔當的學起衝突，因此也認識了與他性格接近的夥伴。雖然持有豐富的知識但自尊心強、這也就是之前犯下失敗的原因。
銀河鐵道999的車掌先生曾經收養他，可是因著法規被逼棄養。
有紀涉（聲：井上和彥）
學與護的父親，天狼星小隊的前任隊長。
當時在學和護的眼前為了要保護銀河鐵道列車於是就猛攻從別處來的宇宙（阿爾佛特軍隊）來的敵方戰艦，最後在太空中解體。學與他的哥哥護都認為是溫柔的父親。
歐文（Owen，聲：石田彰）
在遇到學之前為布魯斯的夥伴，興趣是演奏吉他。
是個能讓到處被公開、別稱為「死神布魯斯」的布魯斯敞開心房的人，最後因為保護他的關係殉職。
布魯斯・J・史匹德（Bruce J. Speed，聲：子安武人、馮錦堂（香港））
天狼星小隊戰鬥小組擔當，以前是傭兵。
由於過去因為共組的三人夥伴殉職且被其外號「死神布魯斯」的負面陰影給影響，所以本人會對此別稱顯得非常認真。也因為跟學互為講師和學生的關係，身為現實主義者的他因此跟理想主義者的學顯得水火不容。在第一季第二十三集遭黑幫偷襲而殉職。
查理、多里斯（Charie & Doris，聲：伊丸岡篤、折戸マリ）
第二季《永遠的分歧點》登場，駕駛車輛搭載戰鬥機“太空神鷹”的飛行員搭檔。
查理在對上幽魂的戰鬥中被擊落戰死；多里斯則是在那之後的機械星球大戰中倖存下來。

### 角宿一小隊
專門處理和收集各種情報和擅長打電子大戰，該部隊全數只有女性成員，專用車輛是034號『フレイムスワロー』。
茱莉亞·F·雷因哈特（Julia F. Reinhart）　聲：氷青（初期以橫手久美子名義演出）
角宿一小隊的隊長，擁有非常高度的情報收集能力和任務持久力，跟巴吉與村瀨等人交情甚好，特別是跟村瀨一起在亞克爾庫斯小隊的時候，興趣是佛朗明哥舞。
帕西·雪莉（Percy Shelly，聲：よのひかり）
角宿一小隊的運轉管理人。有著操縱『フレイムスワロー』時安定的駕駛能力，由於機械能力非常優秀所以連高級的經典車輛也不放在眼裡。
瑪姬·雷德佛德（Maggie Redford，聲：三ツ木勇気）
角宿一小隊的戰鬥負責人。有著優秀的戰鬥機駕駛技術，在訓練學校時代就已經授予“No Peace Ace”的稱號。畢業後曾分發到航空部隊，不久之後才來到角宿一小隊。
末浦愛（聲：あかいとまと）
角宿一小隊的雷達包負責人。在茱莉亞之後第二位經常登場的小隊員，時常戴眼鏡和髮夾，故事中經常有著一看到有紀學就會開始幻想的描寫。為角宿一小隊的氣氛製造員，常以正向的態度來確實的支援隊長。

### 貝卡小隊
有著「宇宙第一勇者」的稱號，與SDF主體部門分離開來的戰鬥派小隊，專用車輛為042號『アイアンベルガー』。在與阿爾佛特星團帝國軍的決戰中全員戰死。
村瀨龍作（聲：千々和竜策）
貝卡小隊隊長。有者全身是傷、喜歡橫衝直撞的性格。雖然沒有打敗過宇宙海賊但擁有一定程度的自制力來見機行事並經歷過不少戰爭的勇者，缺點是缺少品行、但喜歡面相威猛的大貓。老家是開旅館，跟茱莉亞交情不淺。
艾德文·席爾巴（Edwin Silver，聲：羽多野涉）
貝卡小隊中在眼罩有標記的戰鬥負責人。有著優異的射擊能力，負責車上搭載的巨砲「素粒子砲」的瞄準擔當，曾經和布魯斯比過腕力，但因為在比賽時桌子壞掉的關係所以未分出勝負。
荷西·安東尼歐·帕德維亞（José Antonio Valdivia，聲：伊丸岡篤）
貝卡小隊的運轉管理人。特別喜歡溫泉，有著對於露天澡堂相當異常的執著心，頭上總是會綁著頭巾。
莫里斯·修奈德（Moritz Schneider，聲：上田陽司）
貝卡小隊的雷達包負責人。曾經和學、小愛一起參加過SPG的訓練，有著只要自己心情非常好就會打牆壁的習慣。

### 凱維斯小隊
在動畫第二季第3集起登場，主要是繼承在跟阿爾佛特軍團戰鬥後全滅的貝卡小隊所組成的，由於全員皆為精英的關係所以在任務中都使用機器人的反應和說話方式應對，因此有著著重於說明書上的方式來表達行動理念的「規律的凱維斯小隊」稱呼，專用車輛為002號『飛龍』。
蓋伊·羅倫斯（Gay Lawrence，聲：宮林康）
凱維斯小隊隊長，天狼星小隊隊長巴吉的同期生好友。平常是沉著冷靜、有時會下重話的性格，但也有為了不小心闖入訓練設施的貓來買貓食的情形，在冷酷的表面下也有溫和的一面。
讓·皮耶爾（Jean Pierre，聲：西野真人）
凱維斯小隊的通訊、情報分析兼任雷達包負責人。經常跟奇立安比勝負的美男子，老家是有名的料理家家族。
金姆·R·奈特蓋（Kim R. Nightguy，聲：上田陽司）
凱維斯小隊的運轉管理人。喜歡賭博，在待命時間的時候經常會跟大衛賭一把。由於列車操縱等級為專家等級所以被推選為仙女星座新型高速列車的司機候補。
科麗·雷希特（Cori Raysheed，聲：木村遙）
凱維斯小隊的戰術、情報分析負責人。來到SDF時為擁有冷酷且美麗的褐色皮膚和銀色短髮的女性，跟以前貝卡小隊的荷西似乎是情侶關係。

### 米薩爾小隊
在廣播劇「最邊境天使Angela」登場的主演小隊。為邊境星球「賽波爾」的固定配備，曾經有人說過「一旦飛進這裡，就再也無法漂浮起來」。而歷代的隊員和隊長每隔三個月就會從書米特三姊妹中選出一個來。專用車輛是098號『銀熊』。
湧田登（聲：辻谷耕史）
剛來到米薩爾小隊的新任隊長。年紀大約30歲左右，在很久以前擔任別組小隊的隊長的時候因為某些事情把上司痛毆之後被勒令調職到米薩爾小隊來，雖然不太會去應付跟人相關的事情但有著熱血的性格，非常討厭地震。
麗娜·書米特（聲：水戶部千希己）
書米特姊妹的長女，實際上早已把整個米薩爾小隊占為己有。年紀大約30歲左右，擔任小隊的射擊包管理人，為有名的射擊專家。
艾莉絲·書米特（聲：酒井香奈子）
書米特姊妹的二女，擔任通訊相關管理人。年紀大約20歲左右，對於新來的湧田登感興趣。
羅拉·書米特（聲：伊瀨茉莉也）
書米特姊妹的三女，擔任雷達包負責人。有時會怠惰職務的去製作奇怪的機器。
北真二（聲：浪川大輔）
米薩爾小隊的運轉管理人。年紀大約20歲左右，經常被書米特姊妹們給使喚甚至是跑腿，由於髮型蓬鬆的關係所以有「海綿蛋糕」的綽號。興趣是做家事以及觀察雷達，為米薩爾小隊中比較正常的存在。

### 銀河鐵道管理局
蕾拉 "修露" 迪蕾斯（Layla "Shura" Destiny，聲：麻上洋子；香港：曾秀清 (第一季) → 黃玉娟 (第二季)）
銀河鐵道管理局總司令，是有著雙重性格的神秘美女：只能作爲局外人守護觀察人生悲歡離合的蕾拉（黑夜）、和不適一切强行介入改變人生難關的修露（修羅）。

### 銀河鐵道999乘客
只在OVA作品《被遺忘的星球/無盡星痕》登場，主角因著記憶碎片影響而不能寄出的信，與有紀學一夥相遇。
星野鐵郎（聲：野沢雅子；香港：袁淑珍）
梅德爾（聲：池田昌子；香港：黃麗芳）
車掌先生（聲：肝付兼太；香港：陳永信）

## 主题曲

### 片头
- 「銀河鉄道は遥かなり」（TV1）
作詞：根吉志保、作曲：佐藤健、編曲：亀山耕一郎、歌：ささきいさお
- 「CARRY THE LIGHT」（TV2）
作詞：Daniel Walker EMI K. Lynn、作曲・編曲：Daniel Walker、歌：ジャ・ジャ

### 片尾
- 「銀河の煌（ひかり）」（TV1）
作詞・作曲：高取ヒデアキ、編曲：青木望、歌：ささきいさお
- 「ALL OF US」（TV2、OVA）
作詞・作曲：つんく、編曲：鈴木俊介・青木望、歌：後藤真希

## 各話標題
銀河鉄道物語
| 話数   | 副標題           | 翻譯               | 劇本           | 分鏡                  | 演出       | 作画監督 メカ作画監督                                   | 初回放映日 （BSフジ） |
| ------ | ---------------- | ------------------ | -------------- | --------------------- | ---------- | ------------------------------------------------------- | --------------------- |
| 第1話  |                  | 旅行               | 園田英樹       | 西本由紀夫            | 西本由紀夫 | 竹田逸子 千葉道徳 渡辺浩二（メカ作監）                  | 2003年 10月4日        |
| 第2話  | 時の結び目       | 結合時空之眼       | 園田英樹       | 阿部雅司              | 熊谷雅晃   | 大木賢一                                                | 10月11日              |
| 第3話  | 運命の動輪       | 命運的動輪         | 早坂律子       | 下田正美              | 中川聰     | 木崎文智                                                | 10月18日              |
| 第4話  | 永遠という名の…… | 稱為永遠之名……     | 長谷川菜穗子   | 早川啟二              | 早川啟二   | 坂卷貞彦                                                | 10月25日              |
| 第5話  | ビッグワン強奪   | 奪取BIG ONE        | 早坂律子       | 石平信司              | 岩田義彦   | 原修一                                                  | 11月1日               |
| 第6話  |                  | 黑暗的痛哭         | むとうやすゆき | 原博                  | 花井信也   | 荒尾英幸                                                | 11月8日               |
| 第7話  |                  | 黑暗的痛哭（後半） | むとうやすゆき | 菊地康仁              | 菊地康仁   | 千葉道徳 竹田逸子                                       | 11月15日              |
| 第8話  |                  | 殘照               | 鷲尾市子       | 赤坂三十郎            | 山田徹     | 向山祐治                                                | 11月22日              |
| 第9話  |                  | 記憶的迴廊         | 長谷川菜穂子   | 佐山聖子              | 小林哲也   | 大木賢一                                                | 11月29日              |
| 第10話 |                  | 分歧點             | 早坂律子       | 早川啓二              | 早川啓二   | 坂巻貞彦                                                | 12月6日               |
| 第11話 | 慕情             | 思慕之情           | むとうやすゆき | 下田正美              | 中川聡     | 牛島勇二                                                | 12月13日              |
| 第12話 |                  | 黃昏               | 山田靖智       | 原博                  | 花井信也   | 荒尾英幸                                                | 12月20日              |
| 第13話 | 運命列車         | 命運列車           | 早坂律子       | 西本由紀夫 赤坂三十郎 | 中川聡     | 木崎文智 竹田逸子 阿部邦博 千葉道徳                     | 2004年 1月10日        |
| 第14話 | 絆               | 牽絆               | むとうやすゆき | 山田徹                | 山田徹     | 向山祐治                                                | 1月17日               |
| 第15話 |                  | 共同戰線           | 山田靖智       | 横山広行              | 横山広行   | 小林冬至生                                              | 1月24日               |
| 第16話 | セクサロイド     |                    | むとうやすゆき | 深沢学                | 花井信也   | 水井舞                                                  | 1月31日               |
| 第17話 | 鎧の女神         | 盔甲女神           | 長谷川菜穂子   | 早川啓二              | 早川啓二   | 坂巻貞彦                                                | 2月7日                |
| 第18話 | 死活             | 死而復生           | 早坂律子       | 西本由紀夫 河本昇悟   | 西本由紀夫 | 千葉道徳 竹田逸子                                       | 2月14日               |
| 第19話 |                  | 寂靜的時刻         | むとうやすゆき | 原博                  | 花井信也   | 荒尾英幸                                                | 2月21日               |
| 第20話 |                  | 選擇               | 山田靖智       | 中川聡                | 中川聡     | 牛島勇二                                                | 2月28日               |
| 第21話 | 背反             | 背叛               | 早坂律子       | 小野勝巳              | 熊谷雅晃   | 高鉾誠 小林冬至生（メカ作監）                           | 3月6日                |
| 第22話 |                  | 世事無常之風       | むとうやすゆき | 下田正美              | 下田正美   | 木崎文智 竹田逸子 千葉道徳                              | 3月13日               |
| 第23話 | 非情なる裁定     | 冷酷的裁定         | 園田英樹       | 河本昇悟              | 近橋伸隆   | 飯野利明 牛島勇二                                       | 3月20日               |
| 第24話 | 燃える銀河       | 燃燒的銀河         | 山田靖智       | 原博                  | 花井信也   | 荒尾英幸                                                | 3月27日               |
| 第25話 |                  | 生命的迴響         | むとうやすゆき | 赤坂三十郎            | 中川聡     | 飯野利明 牛島勇二 中村橋（メカ作監） 空技廠（メカ作監） | 4月3日                |
| 第26話 |                  | 遙遠的思念         | 園田英樹       | 西本由紀夫            | 西本由紀夫 | 千葉道徳 竹田逸子                                       | 4月10日               |

銀河鉄道物語 〜永遠への分岐点〜
| 話数 | 副標題                       | 中譯                       | 脚本                | 分鏡           | 演出       | 作画監督                |
| ---- | ---------------------------- | -------------------------- | ------------------- | -------------- | ---------- | ----------------------- |
| 1    |                              | 新的旅行                   | 山田靖智            | もりやまゆうじ | 近橋伸隆   | 牛島勇二                |
| 2    |                              | 冷靜與狂暴之間             | 山田靖智            | 近橋伸隆       | 熊谷雅晃   | 朴旲烈                  |
| 3    |                              | 宇宙盛開之花               | 山野辺一記          | 大庭秀昭       | 所俊克     | 桜井木ノ実 服部益実     |
| 4    | スターダスト・ブルース       | 星塵藍調                   | 山田靖智            | 富永恒雄       | 高橋滋春   | 山崎正和 美馬健二       |
| 5    | 奈落の淵にて                 | 在墮落的深淵               | 鈴木雅詞            | 山中英治       | 中山賢     | 柳瀬譲二                |
| 6    | 卒業                         | 畢業                       | 長谷川菜穂子        | 中川聡         | 宮原秀二   | 武田政次                |
| 7    | 青い薔薇                     | 藍色薔薇                   | 鈴木雅詞            | 冨永恒雄       | 熊谷雅晃   | 朴旲烈                  |
| 8    | 二人だけの任務               | 只有兩人的任務             | 山田靖智 山野辺一記 | 所俊克         | 所俊克     | 桜井木ノ実 服部益実     |
| 9    |                              | 持續向明天的道路           | 鈴木雅詞            | 田部伸一       | 阿宮正和   | 中本尚子 もりやまゆうじ |
| 10   |                              | 埋葬的未來                 | 鈴木雅詞            | 大庭秀昭       | 中山賢     | 峰岸桃子                |
| 11   | 誰がための誇り               | 我為誰誇耀                 | 山田靖智            | 高橋滋春       | 高橋滋春   | 山崎正和                |
| 12   | 魂の翼                       | 靈魂之翼                   | 長谷川菜穂子        | 森田浩光       | 成川武千嘉 | 柳瀬譲二                |
| 13   |                              | SDF，陷入危機（上）        | 鈴木雅詞            | 内田祐司       | 内田祐司   | 朴旲烈                  |
| 14   |                              | SDF，陷入危機（下）        | 鈴木雅詞            | 所俊克         | 所俊克     | 青井青年                |
| 15   | つかの間の幸福               | 幸福抓住之間               | 山田靖智            | 高橋滋春       | 高橋滋春   | 美馬健二                |
| 16   | 招かれざる漂流者             | 招引來的漂流者             | 山田靖智            | 大庭秀昭       | 近橋伸隆   | 粟井重紀                |
| 17   |                              | 朝向未知出發               | 山田靖智            | 藤原潤         | 大関雅幸   | 後藤孝宏                |
| 18   |                              | 繼承槍枝之人               | 山野辺一記          | 森田浩光       | 成川武千嘉 | 柳瀬譲二                |
| 19   | 霧が呼ぶ                     | 呼喚濃霧                   | 鈴木雅詞            | 所俊克         | 所俊克     | 若野哲也 桜井木ノ実     |
| 20   | 旅路の果て                   | 旅路的盡頭                 | 鈴木雅詞            | 冨永恒雄       | 内田祐司   | 粟井重紀 山本道雄       |
| 21   |                              | 再會                       | 鈴木雅詞            | 冨永恒雄       | 大川原保豪 | 木村正人                |
| 22   | 運命という名の迷宮           | 名為命運的迷宮             | 鈴木雅詞            | 大関雅幸       | 大関雅幸   | 後藤孝宏                |
| 23   | 嵐、その向こうに             | 暴風雨就在那一方           | 山田靖智            | 大庭秀昭       | 近橋伸隆   | 高木信二郎              |
| 24   |                              | 遙遠的發誓                 | 山田靖智            | 冨永恒雄       | 所俊克     | 青井清年                |
| 25   | 我が心のシリウス小隊（前編） | 我心目中的天狼星小隊（上） | むとうやすゆき      | 大庭秀明       | 中川聡     | 吉田秀之                |
| 26   | 我が心のシリウス小隊（後編） | 我心目中的天狼星小隊（下） | むとうやすゆき      | 冨永恒雄       | 近橋伸隆   | 牛島勇二                |

銀河鉄道物語 〜忘れられた時の惑星〜
| 話数 | 脚本           | 分鏡     | 演出     | 作画監督          | DVD発売日      |
| ---- | -------------- | -------- | -------- | ----------------- | -------------- |
| 1    | むとうやすゆき | 下田正美 | 雄谷将仁 | 千葉道徳          | 2007年 1月24日 |
| 2    | むとうやすゆき | 井内秀治 | 中川聡   | 牛島勇二          | 2月28日        |
| 3    | むとうやすゆき | 望月智充 | 雄谷将仁 | 千葉道徳 増永計介 | 3月28日        |
| 4    | むとうやすゆき | 山中栄治 | 礒崎康行 | 栗井重紀 柳瀬譲二 | 4月25日        |

## 外部連結
- 松本零士オフィシャルホームページ （页面存档备份，存于）（日語）
- 銀河鉄道物語 Part.1 公式サイト （页面存档备份，存于）（日語）
- 銀河鉄道物語 THE GALAXY RAILWAYS ～最果ての天使アンジェラ～ 公式サイト，存于（日語）
- 「銀河鉄道物語 〜永遠への分岐点〜」 & 「銀河鉄道物語 〜忘れられた時の惑星〜」公式サイト，存于（日語）
- WEBラジオ 〜銀河鉄道情報局〜，存于（日語）
- 作品紹介（フジテレビサイト） （页面存档备份，存于）（日語）
- 作品紹介（中部日本放送） （页面存档备份，存于）（日語）
- FEVER銀河鉄道物語 公式サイト （页面存档备份，存于）（日語）
- パチンコ「銀河鉄道物語 〜永遠の分岐点〜」 （页面存档备份，存于）（日語）
- 銀河鉄道管理局公認サイト「銀河鉄道物語 Fan's Page」 （页面存档备份，存于）（日語）
- 台視頻道的銀河鐵道物語官網 （页面存档备份，存于）